# Los Amatones
Los Amatones är en ort i Mexiko.   Den ligger i kommunen Tlalixcoyan och delstaten Veracruz, i den sydöstra delen av landet, 300 km öster om huvudstaden Mexico City. Los Amatones ligger 14 meter över havet och antalet invånare är 474.
Terrängen runt Los Amatones är mycket platt. Runt Los Amatones är det ganska glesbefolkat, med 43 invånare per kvadratkilometer. Närmaste större samhälle är Tlalixcoyan, 2,8 km nordost om Los Amatones. Omgivningarna runt Los Amatones är en mosaik av jordbruksmark och naturlig växtlighet.